# Premio Hugo a la mejor novela corta
El premio Hugo a la mejor novela corta (Hugo Award for Best Novella en el original en inglés) es uno de los premios Hugo que se entregan anualmente a obras literarias de los géneros de ciencia ficción o fantasía publicadas en inglés o traducidas a dicho idioma durante el año natural anterior al de la entrega del premio. Las reglas de los premios Hugo determinan que en la categoría de mejor novela corta (novella en inglés) compiten las obras de ficción con una longitud de entre 17.500 y 40.000 palabras. Además existen premios Hugo para obras de ficción de otras extensiones como novelas, relatos y relatos cortos.
El premio Hugo a la mejor novela corta se entrega anualmente desde 1968, quince años después de la primera entrega de premios Hugo. Desde 1996 existen además unos galardones retrospectivos conocidos popularmente como Retro Hugos en los que se entrega el premio correspondiente a 50, 75 o 100 años antes si en la convención de dicho año no hubo entrega de premios Hugo. Hasta el año 2016 se han entregado estos premios retrospectivos en cinco ocasiones a las obras que hubiera correspondido galardonar en las ceremonias de 1939, 1941, 1946, 1951 y 1954.
La selección tanto de los nominados como del ganador del premio a la mejor novela corta se realiza —como en el caso del resto de los premios Hugo— por votación entre los asistentes a la Worldcon (Convención Mundial de Ciencia Ficción) de dicho año. 
Las novelas cortas nominadas son escogidas en una primera vuelta en la que todos aquellos con derecho a voto presentan su lista de nominados (sin límite respecto al número de obras que pueden nominar), y las cinco más votadas —o más en caso de empates— pasan a formar parte de la papeleta de la votación final. En esta votación final el ganador es elegido por los mismos votantes mediante un sistema de voto preferencial. El ganador del premio a la mejor novela corta es anunciado junto con el resto de ganadores de cada categoría en el acto de entrega de los premios Hugo que se celebra en la propia Convención.

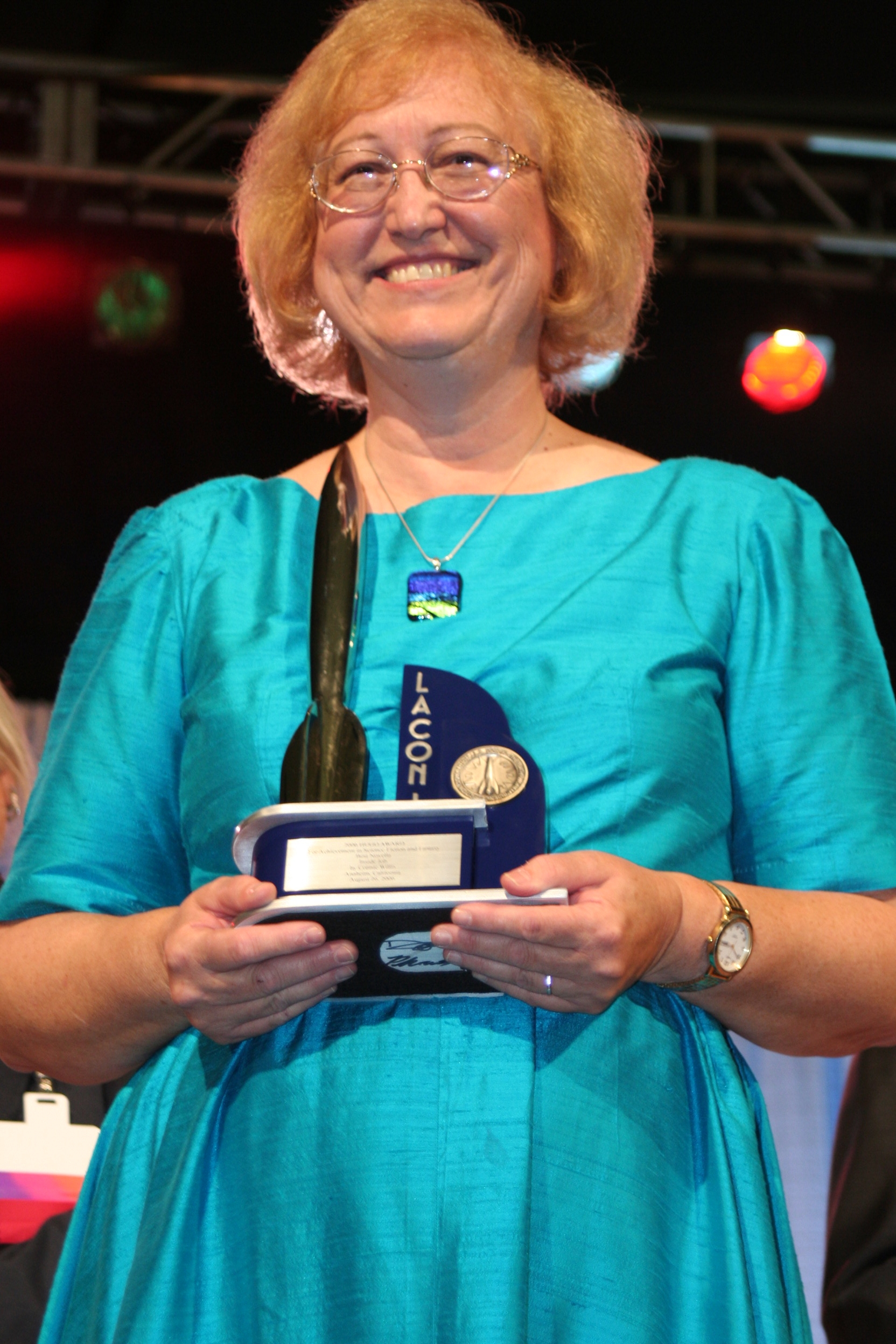
Connie Willis, posando con su tercer Hugo a la mejor novela corta de 2006, es el autor que ha recibido este galardón en más ocasiones.

Hasta el año 2021 un total de 55 novelas cortas de 41 autores distintos han recibido un premio Hugo en esta categoría, incluyendo dos premios Ex aequo en los años 1968 y 1977. Además en una ocasión (2015) el premio se ha declarado desierto. Connie Willis con cuatro victorias  y Charles Stross con tres son los autores que lo han ganado en más ocasiones. Otros doce autores han sido premiados con dos galardones. Por el contrario, el escritor Kim Stanley Robinson ha estado nominado en seis ocasiones sin obtener ninguna victoria.

## Ganadores
En la siguiente tabla, los años corresponden a la fecha de la entrega del premio en la correspondiente Convención mundial de ciencia ficción, no a la fecha de publicación de la obra en cuestión (que generalmente suele ser durante el año natural anterior). En las obras que no han sido traducidas al español se utiliza el título en inglés. En el caso de existir varias traducciones se ha intentado elegir el título de la traducción más conocida.
| Año           | Título                                             | Autor                             |
| ------------- | -------------------------------------------------- | --------------------------------- |
| 1968 Ex-aequo | Jinetes del salario púrpura                        | Philip José Farmer                |
| 1968 Ex-aequo | El vuelo del dragón                                | Anne McCaffrey                    |
| 1969          | Alas nocturnas                                     | Robert Silverberg                 |
| 1970          | Nave de sombras                                    | Fritz Leiber                      |
| 1971          | Aciago encuentro en Lankhmar                       | Fritz Leiber                      |
| 1972          | La reina del aire y la oscuridad                   | Poul Anderson                     |
| 1973          | El nombre del mundo es Bosque                      | Ursula K. Le Guin                 |
| 1974          | La muchacha que estaba conectada                   | James Tiptree, Jr.                |
| 1975          | Una canción para Lya                               | George R. R. Martin               |
| 1976          | El regreso del verdugo                             | Roger Zelazny                     |
| 1977 Ex-aequo | Por cualquier otro nombre                          | Spider Robinson                   |
| 1977 Ex-aequo | Houston, Houston, ¿me recibe?                      | James Tiptree, Jr.                |
| 1978          | Danza estelar                                      | Spider Robinson y Jeanne Robinson |
| 1979          | La persistencia de la visión                       | John Varley                       |
| 1980          | Enemigo mío                                        | Barry B. Longyear                 |
| 1981          | Dorsai perdido                                     | Gordon R. Dickson                 |
| 1982          | El juego de Saturno                                | Poul Anderson                     |
| 1983          | Almas                                              | Joanna Russ                       |
| 1984          | Cascade Point                                      | Timothy Zahn                      |
| 1985          | Pulse Enter■                                       | John Varley                       |
| 1986          | 24 vistas del monte Fuji, por Hokusai              | Roger Zelazny                     |
| 1987          | Gilgamesh in the Outback                           | Robert Silverberg                 |
| 1988          | Ojo por ojo                                        | Orson Scott Card                  |
| 1989          | La última autocaravana                             | Connie Willis                     |
| 1990          | Las montañas de la aflicción                       | Lois McMaster Bujold              |
| 1991          | El engaño Hemingway                                | Joe Haldeman                      |
| 1992          | Mendigos en España                                 | Nancy Kress                       |
| 1993          | Bill Percebe, el espacial                          | Lucius Shepard                    |
| 1994          | En las tierras del fondo                           | Harry Turtledove                  |
| 1995          | Siete vistas de la garganta Olduvai                | Mike Resnick                      |
| 1996          | La muerte del capitán Futuro                       | Allen Steele                      |
| 1997          | Sangre de dragón                                   | George R. R. Martin               |
| 1998          | ... Donde los ángeles no se atreven                | Allen Steele                      |
| 1999          | Oceánico                                           | Greg Egan                         |
| 2000          | Los vientos de Marble Arc                          | Connie Willis                     |
| 2001          | La Tierra definitiva                               | Jack Williamson                   |
| 2002          | Acelerados en el Instituto Fairmont                | Vernor Vinge                      |
| 2003          | Coraline                                           | Neil Gaiman                       |
| 2004          | El monstruo de las galletas                        | Vernor Vinge                      |
| 2005          | La jungla de cemento                               | Charles Stross                    |
| 2006          | Infiltrado                                         | Connie Willis                     |
| 2007          | Mil millones de Evas                               | Robert Reed                       |
| 2008          | Todos sentados en el suelo                         | Connie Willis                     |
| 2009          | The Erdmann Nexus                                  | Nancy Kress                       |
| 2010          | Palimpsesto                                        | Charles Stross                    |
| 2011          | El ciclo de vida de los objetos de software        | Ted Chiang                        |
| 2012          | The Man Who Bridged the Mist                       | Kij Johnson                       |
| 2013          | El alma del emperador                              | Brandon Sanderson                 |
| 2014          | Equoid                                             | Charles Stross                    |
| 2015          |                                                    |                                   |
| 2016          | Binti                                              | Nnedi Okorafor                    |
| 2017          | Cada corazón, un umbral                            | Seanan McGuire                    |
| 2018          | Sistemas críticos                                  | Martha Wells                      |
| 2019          | Condición artificial                               | Martha Wells                      |
| 2020          | This Is How You Lose the Time War                  | Amal El-Mothar y Max Gladstone    |
| 2021          | The Empress of Salt and Fortune                    | Nghi Vo                           |
| 2022          | Salmo por quienes se construyeron en la naturaleza | Becky Chambers                    |
| 2023          | Where the Drowned Girls Go                         | Seanan McGuire                    |
| 2024          | Thornhedge                                         | Ursula Vernon                     |

### Premios retrospectivos
Otorgados cincuenta años después de la publicación de las obras:
1946 (otorgado en 1996) - Rebelión en la granja ("Animal Farm"), George Orwell
1951 (otorgado en 2001) - El hombre que vendió la luna ("The Man Who Sold the Moon"), Robert A. Heinlein
1954 (otorgado en 2004) - Un caso de conciencia ("A Case of Conscience"), James Blish
Otorgados setenta y cinco años después de la publicación de las obras:
1939 (otorgado en 2014) - ¿Quién anda ahí? ("Who Goes There?"), John W. Campbell (bajo el seudónimo Don A. Stuart)
1941 (otorgado en 2016) - «Si esto continúa...» ("If This Goes On—"), Robert A. Heinlein
1943 (otorgado en 2018) - Waldo, Robert A. Heinlein (bajo el seudónimo Anson MacDonald)